# Nest One
«Nest One» (рус. Нэст Уан) — многофункциональный небоскрёб в Ташкенте высотой 266,5 м на участке Лота № 4 Международного делового центра «Tashkent City».
Центральная и самая высокая башня комплекса состоит из 52 этажа и включает в себя жилые апартаменты, офисы, рестораны, спортивные зоны и другие общественные пространства. В прилегающих зданиях комплекса находятся офисные помещения и пятизвездочная гостиница «The Ritz-Carlton».
Общая площадь проекта — 187284 м2. Общая площадь земельного участка — 14779 м2. Бюджет проекта составил 150 миллионов долларов США.
Первый небоскрёб и самое высокое здание в Узбекистане. Второй по высоте в Центральной Азии, после казахстанского «Абу-Даби Плаза» в Астане.

## История
После объявления о начале строительства проекта МДЦ «Tashkent City», компания-застройщик Лота № 4 «Murad Buildings», на протяжении двух лет проводила переговоры с компаниями из Японии, Сингапура, Америки и других стран. Выбор был остановлен на компании «Özgüven Mimarlık», ранее воплотившей проекты в Турции и в других странах мира.
Над разработкой проекта здания трудились более 500 специалистов. Конструкцию небоскрёба разработала японская проектная организация Nikken Sekkei.
Изучение состава почвы взяла на себя компания Zetas Zemin Teknolojisi A.S. (Турция), специализирующаяся на исследовании грунта под фундамент высотных сооружений.
Управление процессом строительства, затратами и сроками, контроль качества, экологии, безопасности и охраны труда было вверено французской компании Bureau Veritas.
Внешний облик и дизайн комплекса был доверен сингапурскому архитектурному бюро DP Architects.
5 июля 2019 года в отеле Hyatt Regency Tashkent во время первой презентации проекта, руководитель компании-застройщика подчеркнул, что:
«это будет первый небоскреб в стране, а Узбекистан будет обладателем одного из самых высоких зданий с оригинальными архитектурными решениями в Средней Азии»
29 августа 2019 года состоялась пресс-конференция, где представители компаний-застройщиков презентовали архитектурный план объекта и было объявлено официальное название небоскрёба. Исходный проект здания предусматривал высоту в 215 метров, однако, после анализа грунта и ряда симуляций, высота была увеличена до 266,5 метров.
14 сентября 2019 года стартовала продажа помещений в небоскрёбе.
15 ноября 2023 года состоялась пресс-конференция, посвящённая завершению строительства. На строительство ушло 4 года.

## Технические характеристики и строительные нормы
При проектировании здания учитывались всевозможные риски:
- Испытания сейсмостойкости, проводимые в Стамбульском Университете показали, что проектируемое здание выдержит землетрясение интенсивностью до 9 баллов.

- Немецкая компания RWDI проводила испытание воздействия ветра на фасад здания. Также проводился специальный анализ по технике CFD, анализ показал комфорт пешеходов, находящихся рядом со зданием.

- Пути эвакуации здания защищены от задымления, благодаря решениям системы вентиляции. Очаги возгорания в здании контролируются с помощью встроенной интеллектуальной системы.

Для испытания несущей способности грунта было сделано 28 тестовых скважин глубиной до 27 метров, их залили специальной бетонной смесью. Спустя 28 дней, когда бетон набрал 90 % своей прочности, проводились испытания для определения его реальной способности во взаимодействии со сваей. Каждая колонна подвергалась давлению в 1400 тонн.
Впервые в Узбекистане для строительства здания использовался бареттный фундамент.
Для строительства небоскрёба впервые в Узбекистане использовался бетон марки «м800». Специально для обеспечения будущего комплекса особой маркой бетона, был построен бетонный завод на окраине Ташкента, куда было инвестировано 4 миллиона долларов США.

## Особенности
В комплексе располагается 761 квартира класса «люкс» с количеством комнат от 1 до 4 и площадью 37-89 м². и оснащённых системой «умного дома». С помощью нее можно дистанционно регулировать все системы в доме. В доме установлены камеры круглосуточного видеонаблюдения, работает служба безопасности.
В здании расположены 33 общественных пространств, среди которых гостевые комнаты, конференц-холлы, SPA-салон, фитнес-центр, бассейн, библиотека.
Собственная управляющая компания решает коммунальные, технические и бытовые вопросы комплекса.

## Транспортная доступность
В пешей доступности от комплекса расположена станция метро  Узбекистанская.

## Ход строительства
- 2018 год — подготовительные, проектные работы по объекту

- 2019 год — создание завода для обеспечения комплекса бетоном, работы по созданию котлована, начаты работы по устройству свайного поля и фундамента. Начато армирование и бетонирование подземных этажей
- 2020 год — начаты фундаментные работы
- май 2020 года — залит последний баррет в центральном блоке. Начата закладка фундаментальной плиты.
- 11 июля 2020 года — начало заливки первой партии бетона под фундамент в центральном блоке.
- 1 сентября 2021 года — сдан 51-й этаж.
- 4 сентября 2022 года — установлен шпиль высотой 44,5 метров.
- 15 ноября 2023 года — пресс-конференция, посвящённая завершению строительства[5].

## Галерея

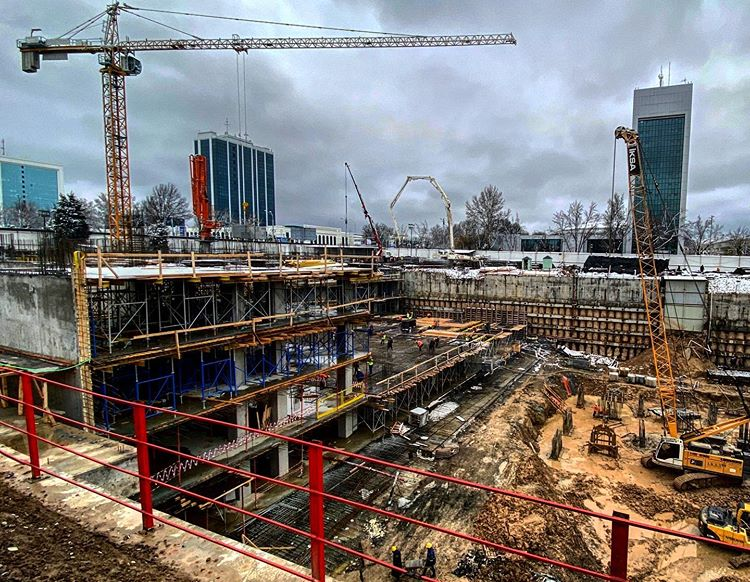
Комплекс в феврале 2020 года. Начато строительство надземных этажей, продолжаются земельные работы в центральном здании.
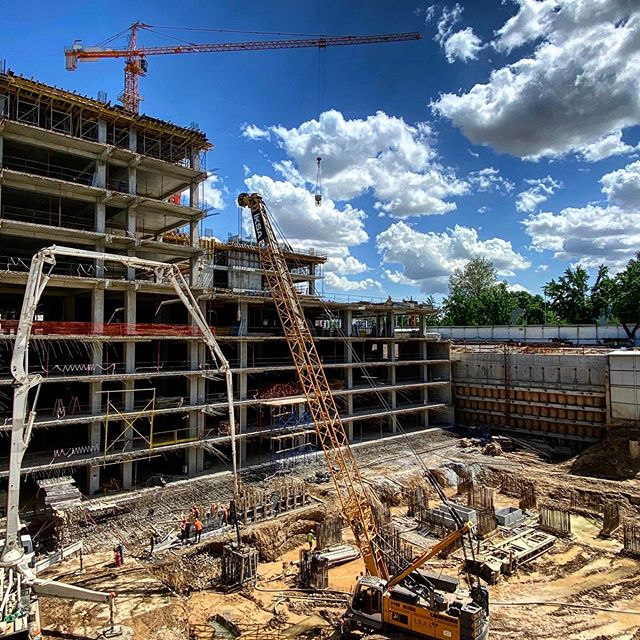
Комплекс в апреле 2020 года.